# Legio II Parthica
Legio II Parthica was een Romeins legioen, opgericht in 197 door keizer Septimius Severus. De symbolen van het 2e legioen Parthica waren de stier en de centaur.

## Geschiedenis

### Wat voorafging
In 193 was Septimius Severus gouverneur (Legatus pro praetore) van de Romeinse provincie Pannonia Superior, dat bestond uit een groot gedeelte van het huidige Hongarije (Transdanubië) en delen van Oostenrijk, Slowakije, Slovenië, Kroatië en Bosnië. Toen senator Didius Julianus keizer werd door de troon te kopen, riepen de troepen van Severus hun bevelhebber uit tot keizer. Hij trok op naar Rome en liet Julianus onthoofden. Septimius Severus werd de nieuwe keizer van het Romeinse Rijk. Ook Clodius Albinus, gouverneur van Britannia en Pescennius Niger, gouverneur van Syria waren in opstand gekomen. Severus benoemde Albinus tot zijn opvolger (caesar) en trok ten strijde tegen Pescennius Niger, die hij in 194 in Cilicia versloeg (Romeinse Burgeroorlog (193-197)).

### De Parthische legioenen

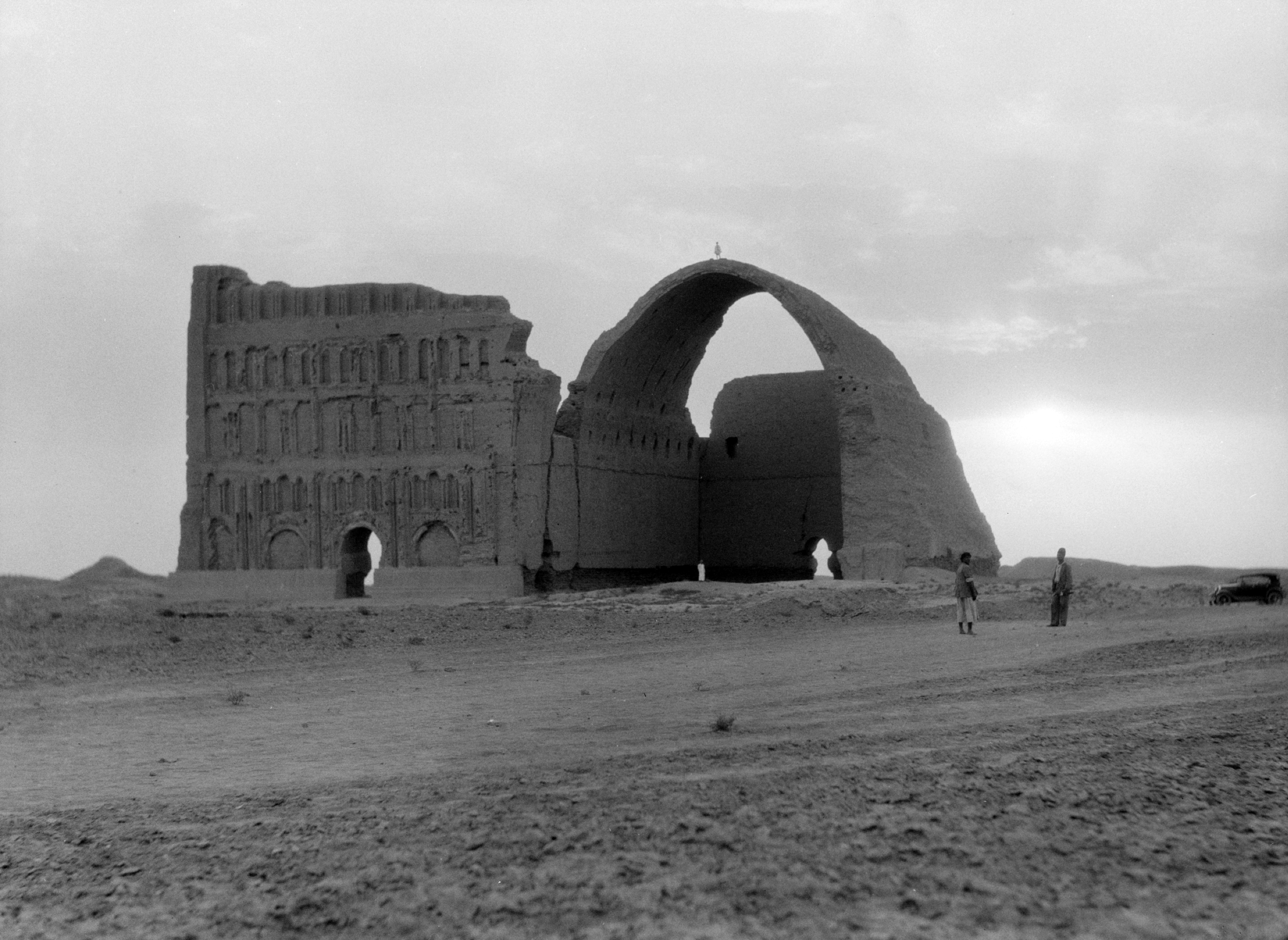
Ruïnes van Ctesiphon.

Het Rijk der Parthen had Pescennius Niger gesteund, de tegenstrever van keizer Septimius Severus. Daarom viel deze in 197 het Parthenrijk binnen. Voor deze campagne had de keizer drie nieuwe legioenen opgericht: Legio I Parthica, Legio II Parthica en Legio III Parthica. In de korte oorlog werd het noordelijke deel van Mesopotamia veroverd en de Parthische hoofdstad Ctesiphon geplunderd. Het eerste en derde legioen Parthica werden gestationeerd in Singara, het huidige Sinjar in noordelijk Irak, om de provincie Mesopotamia te verdedigen tegen de Parthen. Het tweede legioen Parthica ging terug naar Italië en werd in Castra Albana geplaatst, in het huidige Albano Laziale in de Albaanse Heuvels bij Rome. Omdat het legioen in Castra Albana gelegerd was, werd het het Albaanse legioen genoemd. Het 2e legioen Parthica was het eerste legioen sinds lange tijd dat haar basis in Italië had, om de keizer te beschermen tegen usurpators. Het legioen diende tevens als reserve-strijdmacht om indien nodig in andere provincies te kunnen worden ingezet.

### Het Albaanse legioen
Tussen 208 en 211 volgde het legioen keizer Setimius Severus in zijn campagne in Britannia, waarbij het legioen onder andere reparaties aan de muur van Hadrianus uitvoerde. Onder keizer Caracalla vocht het legioen in de provincie Raetia tegen de Alemannen en werd het daarna naar Parthia gestuurd. In 217 liet Macrinus, de bevelhebber van het legioen, keizer Caracalla vermoorden om zelf keizer te worden. Het jaar daarop steunde het inmiddels in Syria gestationeerde legioen Elagabalus. In de slag bij Antiochië werd het leger van Macrinus verslagen en werd Elagabalus de nieuwe keizer van het Romeinse Rijk. Vanwege de steun aan hem verleende de keizer het 2e legioen Partica de eretitel Pia Fidelis Felix Aeterna (altijd trouw, loyaal en devoot). Tussen 230 en 232 vocht het 2e legioen onder keizer Alexander Severus met haar zusterlegioenen (het 1e en 3e legioen Parthica) tegen de Sassaniden. Na de strijd in Parthia ging het legioen naar de provincie Opper-Germanië (Germania Superior), waar in 235 in Mogontiacum keizer Alexander Severus werd vermoord. Het legioen steunde daarop Maximinus I Thrax, de eerste soldatenkeizer. De Romeinse senaat besloot in de lente van 238 Maximinus Thrax formeel af te zetten en tot staatsvijand te verklaren. Maximinus trok met zijn legioenen, waaronder het 2e legioen, op naar Rome. Bij Aquileia in Noord-Italië werd hij echter tegengehouden door een sterke verdediging. Zijn eigen soldaten zagen de kansen keren en vermoordden hun commandant. Het 2e legioen werd daarop de steun aan Maximinus Thrax vergeven en mocht terugkeren naar Castra Albana. In de jaren daarop werd het legioen in verschillende provincies ingezet. Keizer Gallienus verleende het legioen rond 255 de eretitels V Fidelis V Pia en VI Fidelis VI Pia (5 en 6 maal loyaal en trouw).

### Terug in Mesopotamië
Begin 4e eeuw werd het tweede legioen Partica weer naar Mesopotamia verplaatst om te vechten tegen de Sassaniden. In 360 werd het eerste legioen Parthica uit Singara verdreven. Datzelfde jaar veroverde Shapur II de Romeinse versterking Bezabde op het 2e legioen Parthica, 2e legioen Armeniaca en 2e legioen Flavia Vitutis.